# Syzeuctus congoensis
Syzeuctus congoensis là một loài tò vò trong họ Ichneumonidae.